# Чанта
Чанта́ (калм. Чонта) — посёлок в Черноземельском районе Калмыкии. Входит в состав Кумского сельского муниципального образования. Чанта расположена в 13 км к северо-востоку от посёлка Кумской.

## Название
Название посёлка производно от калм. Чонта, которое можно перевести как "волково", "место, где есть волки" (калм. чон - волк; -та - суффикс совместного падежа)

## История
Впервые обозначен на топографической карте 1984 года. Предположительно основан во второй половине XX века. К 1989 году население посёлка составило порядка 160 жителей

## Население
| 2002 | 2010 | 2012 |
| ---- | ---- | ---- |
| 139  | ↘71  | ↘39  |

Национальный состав
Согласно результатам переписи 2002 года большинство населения посёлка составляли даргинцы (64 %)